# Lowell P. Weicker

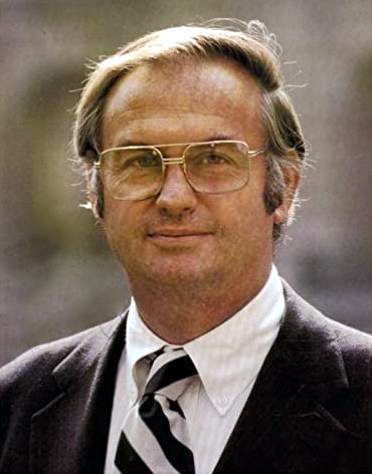
Lowell P. Weicker

Lowell Palmer Weicker Jr. (* 16. Mai 1931 in Paris; † 28. Juni 2023 in Middletown, Connecticut) war ein US-amerikanischer Politiker (Republikanische Partei) und war Senator sowie Gouverneur des US-Bundesstaates Connecticut.

## Werdegang
Lowell P. Weicker Jr. wurde am 16. Mai 1931 in Paris als Sohn US-amerikanischer Eltern geboren. Er graduierte 1953 an der Yale University und 1958 an der University of Virginia Law School. Er war zwischen 1953 und 1955 in der United States Army, wo er den Dienstgrad eins First Lieutenant hatte. Anschließend war er zwischen 1958 und 1964 in der Army Reserves. Ferner wurde er 1962 in das Repräsentantenhaus von Connecticut gewählt und anschließend zwei Mal wiedergewählt. 1968 wurde er in den US-Kongress gewählt. Nach Ablauf seiner Sitzungsperiode wurde Weicker 1970 in den US-Senat gewählt sowie 1976 und 1982 wiedergewählt. 1973 wurde er in das Senate Watergate Committee berufen, wo er auch Vorsitzender war und als republikanisches Mitglied im Senate Appropriations Subcommittee rangierte. Bei der Wahl 1988 verlor er seinen Sitz an Joseph Lieberman. 1990 wurde er, nachdem er die Republikanische Partei verlassen hatte, der erste Unabhängige, der in das Amt des Gouverneurs von Connecticut gewählt wurde. Ferner erhielt er 1992 den John F. Kennedy Profiles in Courage Award für seine Handlungen bei der Reform von Connecticuts Steuergerüst.

## Einzelnachweis
1. ↑  Mark Pazniokas: Lowell Weicker, Connecticut governor and U.S. senator, dies at 92. In: ctmirror.org. 28. Juni 2023, abgerufen am 28. Juni 2023 (amerikanisches Englisch).

| Personendaten    | Personendaten               |
| ---------------- | --------------------------- |
| NAME             | Weicker, Lowell P.          |
| ALTERNATIVNAMEN  | Weicker, Lowell Palmer Jr.  |
| KURZBESCHREIBUNG | US-amerikanischer Politiker |
| GEBURTSDATUM     | 16. Mai 1931                |
| GEBURTSORT       | Paris, Frankreich           |
| STERBEDATUM      | 28. Juni 2023               |
| STERBEORT        | Middletown, Connecticut     |